# Pittsburg (Illinois)
Pour les articles homonymes, voir Pittsburg.
Pittsburg est un village situé au centre du comté de Williamson,  dans l'Illinois, aux États-Unis,. Il est incorporé le 5 mai 1909.

## Démographie
Lors du recensement de 2010, le village comptait une population de 572 habitants. Elle est estimée, en 2016, à 559 habitants.

### Source de la traduction
- (en) Cet article est partiellement ou en totalité issu de l’article de Wikipédia en anglais intitulé « Pittsburg, Illinois » (voir la liste des auteurs).